# Epsilon Fornacis
Epsilon Fornacis (ε Foracis, förkortat Epsilon For, ε For) som är stjärnans Bayerbeteckning, är en dubbelstjärna belägen i den mellersta delen av stjärnbilden Ugnen. Den har en skenbar magnitud på 5,89 och är svagt synlig för blotta ögat där ljusföroreningar ej förekommer. Baserat på parallaxmätning inom Hipparcosuppdraget på ca 31,1 mas, beräknas den befinna sig på ett avstånd på ca 105 ljusår (ca 32 parsek) från solen. Med det beräknade avståndet reduceras dess skenbara magnitud med 0,09 enheter genom en skymningsfaktor orsakad av interstellärt stoft.

## Egenskaper
Primärstjärnan Epsilon Fornacis A är en gul till orange underjättestjärna av spektralklass K2 V Fe-1,3 CH-0,8., där suffixnotationen anger att absorptionslinjerna för järn och kolväte är onormalt svaga. Tidigare klassificeringar än Gray et al. (2006) visades den dock konsekvent som spektralklass G5 IV. Den har en massa som är omkring 90 procent av solens massa, en radie som är ca 2,5 gånger större än solens och utsänder från dess fotosfär ca 4,5 gånger mera energi än solen vid en effektiv temperatur av ca 5 000 K. 
Epsilon Fornacis är ett astrometrisk dubbelstjärna med en omloppsperiod på ungefär 13 770 dygn (37,7 år) med en excentricitet på omkring 0,28. Baserat på dess uppskattade bana har följeslagaren Epsilon Fornacis B en massa på minst 42 ± 10 procent av solens massa.